# Matteo Cicinelli
Matteo Cicinelli (Roma, 12 marzo 1998) è un pentatleta italiano.

## Biografia
Si è messo in mostra a livello giovanile, laureandosi campione continentale nella staffetta mista agli europei giovanili di Praga 2015, con Aurora Tognetti.
Agli europei di Székesfehérvár 2022 ha ottenuto l'argento nella staffetta mista, in coppia con Alessandra Frezza.
Ai III Giochi europei di Cracovia e Piccola Polonia 2023 ha vinto il bronzo nella gara a squadre maschile con Giorgio Malan e Roberto Micheli. Nella gara individuale si piazzato 18º in finale. Agli europei di Budapest 2024 ha ottenuto l'oro nella staffetta maschile insieme a Giorgio Malan.

## Palmarès
- Giochi europei

Cracovia e Piccola Polonia 2023: bronzo nella gara a squadre;
- Europei

Székesfehérvár 2022: argento nella staffetta mista;
Budapest 2024: oro nella staffetta maschile;